# Гравийон, Эндрю
Э́ндрю Ра́ян Гравийо́н (фр. Andreaw Rayan Gravillon; 8 февраля 1998, Пуэнт-а-Питр, Гваделупа) — гваделупский и французский футболист, защитник турецкого клуба «Адана Демирспор» и сборной Гваделупы.

## Биография
16-летний Гравийон присоединился к миланскому «Интеру» летом 2014 года и начал играть за команду до 17 лет. В сезоне 2015/16 он с командой до 19 лет выиграл Примаверу, после чего получил два вызова в основную команду, но так и не дебютировал за неё.
1 июля 2017 года «Беневенто» купил защитника за 1,5 миллиона евро, Гравийон подписал контракт на 4 года. 24 сентября он дебютировал в Серии А в матче против «Кротоне» (поражение 0:2). Свой второй матч Гравийон сыграл 30 декабря в матче с «Эллас Верона» (победа 1:0).
17 января 2018 года «Беневенто» объявил о переходе защитника в клуб Серии B «Пескару». В первой половине сезона Гравийон сыграл все матчи и отличился двумя голами. По итогу сезона 2018/19 клуб занял 4 место.
30 января 2019 года «Интер» объявил о возвращении защитника, но Эндрю остался в «Пескаре» до конца сезона 2018/19.
17 июля 2019 года он впервые был отдан в аренду с правом выкупа в «Сассуоло», где сыграл 1 матч в Кубке Италии против «Специи». 2 сентября н перешёл в клуб Серии B «Асколи», где провёл свой второй полный сезон, отыграв 28 матчей.
Сезон 2020/21 Гравийон провёл в составе французского «Лорьяна».